# Haroldius annandalai
Haroldius annandalai là một loài bọ cánh cứng trong họ Bọ hung (Scarabaeidae).